# تثقيف زراعي
التثقيف الزراعي هو مصطلح يستخدم في العديد من الجامعات (مثل تكساس التقنية وجامعة أريزونا وجامعة كاليفورنيا الحكومية للعلوم التطبيقية) لوصف البرامج التي من شأنها تعزيز الفهم والمعرفة اللازمة لتجميع المعلومات الأساسية الخاصة بالزراعة وتحليلها وإيصالها للطلاب والمنتجين والمستهلكين ولعامة الناس. وتركز تلك البرامج على مساعدة المعلمين وغيرهم في إدراج المعلومات الخاصة بالزراعة في المواضيع التي يتم تدريسها أو بحثها في المحافل العامة والخاصة على نحو فعال، والوصول إلى فهم أفضل حول تأثير الزراعة على المجتمع.